# Лејквуд (Охајо)
Лејквуд (енгл. Lakewood) град је у америчкој савезној држави Охајо.

## Демографија
По попису из 2010. године број становника је 52.131, што је 4.515 (-8,0%) становника мање него 2000. године.
| Група             | 2000.          | 2010.          |
| Белци             | 51.921 (91,7%) | 44.341 (85,1%) |
| Афроамериканци    | 1.116 (2,0%)   | 3.340 (6,4%)   |
| Азијати           | 800 (1,4%)     | 988 (1,9%)     |
| Хиспаноамериканци | 1.269 (2,2%)   | 2.147 (4,1%)   |
| Укупно            | 56.646         | 52.131         |